# 小行星5496
小行星5496（英語：5496）是一颗围绕太阳公转的小行星。1973年7月4日，埃莉諾·赫琳在帕洛马山发现了此天体。
这颗小行星的绝对星等为118.0789008414723等。